# 伯氏
伯氏，是中国春秋时期源出晋国家族，在楚国、吴国都做得高官。晋国大夫伯宗被郤錡、郤犨、郤至（三郤）害死。其子伯州犁逃到楚国，被楚共王任命为太宰。楚灵王即位后，杀伯州犁。后来囊瓦又杀伯州犁的儿子郤宛，伯州犁的孙子伯嚭逃到吴国，被吴王阖闾任命为太宰。

## 主要人物
- 伯牙
- 伯宗
- 伯州犁
- 郤宛
- 伯嚭